# Burnet R. Maybank
Burnet Rhett Maybank, född 7 mars 1899 i Charleston, South Carolina, död 1 september 1954 i Flat Rock, North Carolina, var en amerikansk demokratisk politiker. Han var guvernör i delstaten South Carolina 1939–1941. Han representerade South Carolina i USA:s senat från 1941 fram till sin död.
Maybank deltog i första världskriget. Han utexaminerades från College of Charleston och var verksam inom bomullsexporten. Han var borgmästare i Charleston 1931–1938.
Maybank efterträdde 1939 Olin D. Johnston som guvernör. Han profilerade sig som motståndare till Ku Klux Klan. Maybank fyllnadsvaldes 1941 till senaten. Han omvaldes 1942 och 1948. Han avled i ämbetet och efterträddes av Charles E. Daniel.
Maybank var anglikan. Han gravsattes på Magnolia Cemetery i Charleston.